# Assembleias de Deus na Itália
As Assembleias de Deus na Itália (em italiano: Assemblee di Dio in Italia) são igrejas pentecostais italianas.

## História

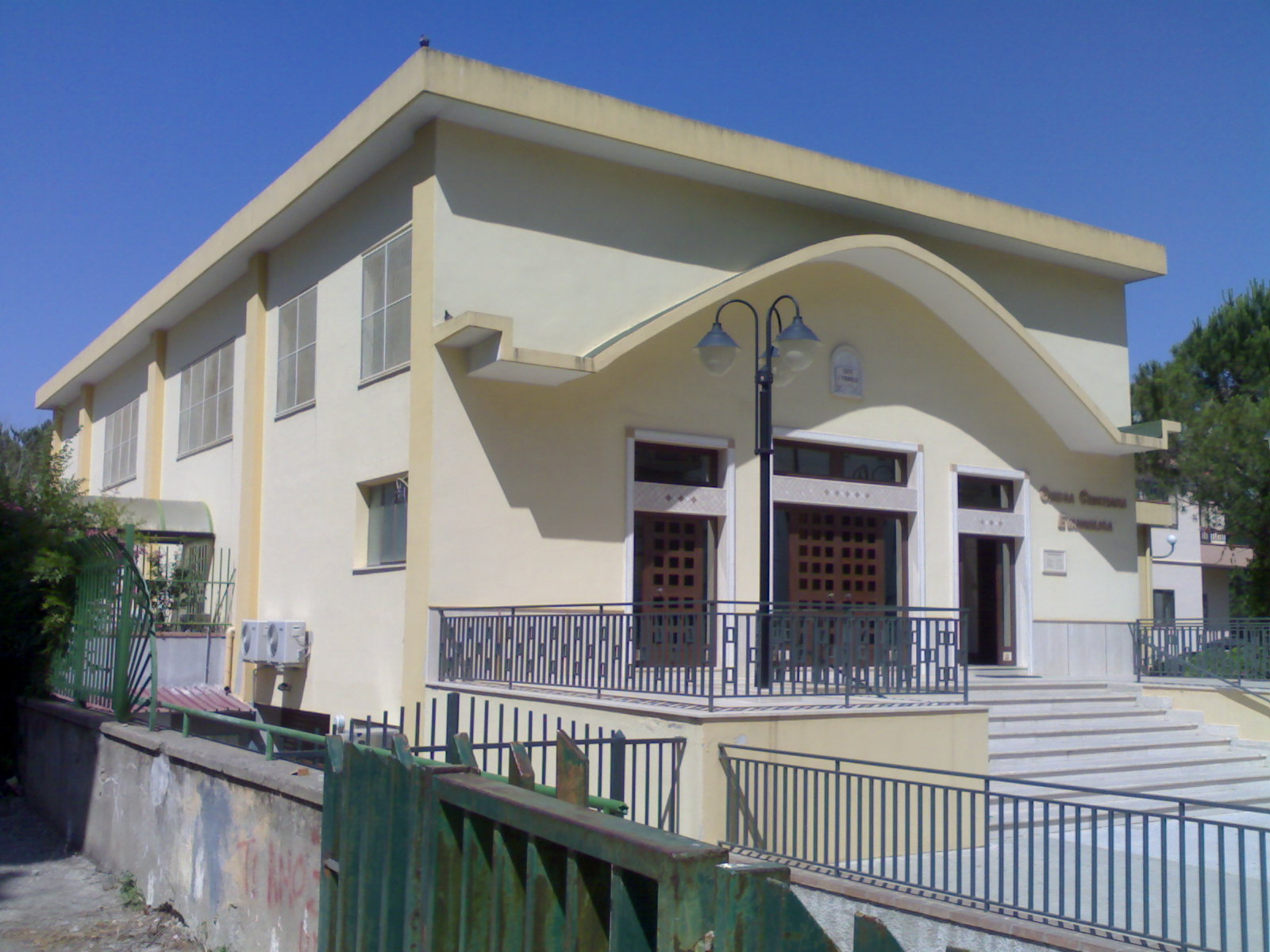
Assembleia de Deus na Itália, na comuna de Crotone.

As Assembleias de Deus na Itália têm sua origem no avivamento pentecostal ocorrido no início do século 20 nos EUA. A partir de Los Angeles, a mensagem  pentecostal se expandiu rapidamente, chegando a Chicago através do evangelista William H. Durham.
Em Chicago, um grupo de imigrantes italianos se reunia numa igreja livre chamada “Assemblea Cristiana”, da qual Luigi Francescon era ancião. Esses italianos receberam o batismo no Espírito Santo (1907), e logo passaram a levar a mensagem pentecostal a outros países também. 
Em 1908, Giacomo Lombardi partiu para a Itália, onde pregou o evangelho, ensinando sobre o batismo no Espírito Santo. Foram fundadas pequenas comunidades pentecostais, em Roma (1908) e em La Spezia (1909).
Além de Giacomo Lombardi, outros evangelistas fundaram igrejas em outros lugares: Milano 1910 (Pietro Ottolini), Gissi 1910 (Pietro Ottolini e Lucia Menna), Casal Cermelli 1910 (Vincenzo Castelli e Pietro Ottolini), Luserna S. Giovanni 1911 (Pietro Ottolini), Messina 1912 (Serafino Arena), Ginosa 1912 (Giuseppina Zollo), Palaianello 1912 (Giuseppina Zollo), Matera 1914 (Antonio Plasmati e Giuseppina  Zollo).
Na Itália, até então, as igrejas pentecostais tinham uma organização tipicamente congregacionalista, sendo cada comunidade totalmente autônoma. Utilizavam o nome “Assemblea Cristiana”, até que em 1930 foi adotado o nome “Congregazione Cristiana Pentecostale”.
Entre 1935 e 1944, houve grande perseguição oficial contra os pentecostais, a partir da circular chamada “Buffarini Guidi”. Durante aquele período, os crentes pentecostais foram capturados em massa. Muitos, nas cidades e no campo, foram presos por realizar culto a Deus. Mesmo assim, não foi possível frear as igrejas pentecostais estabelecidas. Após a guerra, as atividades foram retomadas mesmo sob forte pressão. O movimento pentecostal italiano atuou na clandestinidade, mesmo com liberdade restabelecida, desenvolvendo conjuntamente com os colonos italianos nos Estados Unidos, atividades de evangelização. Até aquele momento, as igrejas pentecostais eram absolutamente autônomas e não existia nenhuma organização denominacional.
A intolerância religiosa na Itália ressurge. Porém, desta vez os líderes das igrejas pentecostais, no ano de 1947, reunidos em assembleia geral, exigiram reconhecimento legal por parte do Estado, para que pudessem livremente desempenhar suas atividades de evangelização e culto.
As autoridades italianas, diante da exigência dos pentecostais, impuseram como condição para que fosse dado o reconhecimento legal, que igrejas irmãs legalmente estabelecidas em outros países atestassem que os pentecostais italianos trabalhavam cooperativamente com elas. A Assembleia de Deus nos EUA, que tinha o reconhecimento exigido, espontaneamente ofereceu sua colaboração,  concedendo o documento que reconhecia o movimento pentecostal italiano. A partir de então, as igrejas conquistaram  liberdade religiosa, e passaram a adotar o nome: Assembleias de Deus na Italia (em italiano: Assemblee di Dio in Italia). A organização obteve o reconhecimento jurídico em 5 de dezembro de 1959.
Conforme o tratado firmado em 1977, as Assembleias de Deus na Itália são independentes da Assembleia de Deus nos EUA. Porém, as duas igrejas mantêm comunhão e colaboração.
As Assembleias de Deus na Itália mantêm relações ratificadas por acordos bilaterais com igrejas pentecostais italianas em outros países, como: Chiesa Cristiana Italiane nel Nord Europa; Chiese Cristiane Italiane d'Australia; International Fellowship of Christian Assemblies (anteriormente chamada Christian Church of North America, sigla CCNA); e Chiesa Pentecostale Italiana del Canada (atual Canadian Assemblies of God).
As Assembleias de Deus na Itália são participantes da Associação Mundial das Assembleias de Deus.
Recentemente, como resultado do entendimento entre o Governo da República Italiana e as Assembleias de Deus na Itália, em aplicação do artigo 8 º, parágrafo terceiro da Constituição, as Assembleias de Deus na Itália regularizaram suas relações com o Estado mediante a Lei de 22 novembro de 1988, Nº 517.

## Organização

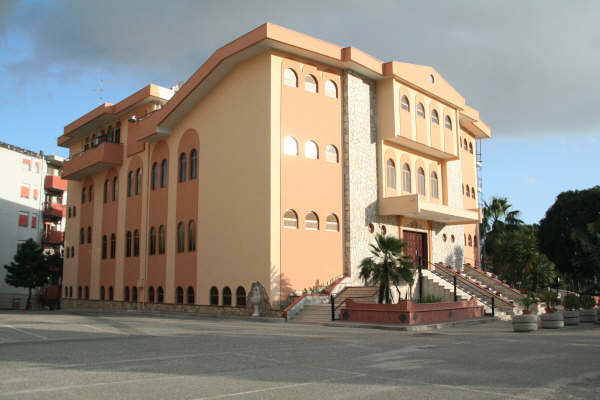
Assembleia de Deus na Itália de Régio da Calábria.

A forma de governo é presbítero-congregacional. As congregações locais são agrupadas em regiões ou distritos, normalmente correspondentes às províncias italianas. Os distritos são agrupados em uma regional maior.
Cada congregação possui um “Conselho de Igreja”, que é eleito democraticamente, e do qual o Pastor é o presidente. Todos os pastores passam por preparação teológica, não são assalariados recebendo  auxílio financeiro somente quando prestam serviços à igreja em período integral.
Cada Conselho de Igreja, e Pastor, prestam contas dos seus trabalhos ao “Comitê de Zona”, eleito a cada biênio pelos pastores de cada região. 
Os Comitês de Zona prestam contas ao “Conselho Geral das Igrejas”, também eleito democraticamente a cada biênio.
As Assembleias de Deus na Itália não participam de qualquer atividade política, mantendo a separação entre Igreja e Estado.

## Doutrina
Os 14 artigos de fé, em sua forma atual, foram aprovados na assembleia geral de 1979, e ratificados na assembleia geral de 1999, reproduzindo os artigos de fé aceitos no primeiro congresso nacional, em 1928.
Os artigos de fé são baseados na Bíblia Sagrada, em harmonia com a Declaração de Verdades Fundamentais das Assembleias de Deus.
1) Cremos e aceitamos toda a Bíblia como a palavra inspirada de Deus, única, infalível, regra autorizada de fé e conduta. (II Timóteo 3:15-17, II Pedro 1:21, Romanos 1:16, I Tessalonicenses 2:13 ).
2) Cremos que existe um só Deus verdadeiro, eterno, todo-poderoso, Criador e Senhor de todas as coisas e que na sua unidade há três pessoas distintas: Pai, Filho e Espírito Santo. (Efésios 4:6, Mateus 28:19, Lucas 3:4-6, I João 5:17).
3) Cremos que Jesus Cristo foi concebido pelo Espírito Santo e assumiu a natureza humana no ventre da virgem Maria, e que ele é verdadeiro Deus e verdadeiro homem. (João 1:1,2,14, Lucas 1:34,35, Mateus 1:23).
4) Cremos na vida sem pecado de Jesus, em Seus milagres, na Sua morte vicária como "resgate" para todos os homens, em sua ressurreição, em sua ascensão à mão direita do Pai, como único mediador, em seu retorno pessoal para os crentes e depois na terra em poder e glória para estabelecer Seu reino. (I Pedro 2:22, II Coríntios 5:21, Atos 2:22, I Pedro 3:18, Romanos 1:04, 2:24, I Coríntios 15:4, Atos 1:9-11, João 14:01 -3, I Coríntios 15:25, I Timóteo 2:5).
5) Cremos na existência de anjos criados todos puros, e que alguns desses caíram em corrupção  e perdição irreparável, por ação direta de Satanás, o anjo rebelde, e serão com ele eternamente punidos. (Romanos 3:24,25, I Pedro 1:18,19, Efésios 2:8).
6) Cremos que apenas o arrependimento e fé no sangue de Cristo são indispensáveis para a purificação do pecado de alguém que o aceita como salvador pessoal. (João 3:3, I Pedro 1:23, Tito 3:5).
7) Cremos na cura divina, segundo as Escrituras: através da oração, óleo da unção e da imposição de mãos. (Isaías 53:4,5, Mateus 8:16,17, 1 Pedro 2:24, Marcos 16:17-18, Tiago 5:14-16).
8) Cremos no batismo no Espírito Santo como uma experiência subsequente ao novo nascimento, que se manifesta, de acordo com as escrituras, com o sinal inicial de falar em outras línguas e, praticamente, com uma vida de santificação progressiva, em obediência à verdade das escrituras sagradas, no poder do anúncio de "todo evangelho." (Atos 2:4, 2:42-46, 8:12-17, 10:44-46; 11,14-16, Marcos 16:20, João 16:13, Mateus 28:19,20).
9) Cremos nos dons e graças do Espírito Santo na vida dos cristãos que, no exercício do sacerdócio universal dos crentes, se manifestam para a edificação, exortação e consolação da comunidade cristã e, consequentemente da sociedade,. (I Coríntios 12:4-11, Gálatas 5:22, Hebreus 13:15, Romanos 12:1).
10) Cremos nos ministérios do Senhor glorificado, como meio de orientação autoritária, de ensino, construção e serviço na comunidade cristã, evitando qualquer forma hierárquica. (Efésios 1:22,23; 4:11-13: 5:23, Colossenses 1:18).
11) Cremos na atualidade e na validade das resoluções do concílio de Jerusalém, descrito em Atos capítulo 15.
12) Cremos na ressurreição dos mortos, na condenação dos ímpios e na glorificação dos redimidos.
13) Celebramos o batismo por imersão em água, em nome do Pai, do Filho e do Espírito Santo, para aqueles que professam a sua própria fé no Senhor Jesus Cristo como seu Salvador pessoal (Mateus 28:18,19, Atos 2:28; 8 : 12).
14) Celebramos a Ceia do Senhor ou Santa Ceia, somente com dois elementos, o pão e o vinho, em memória da morte do Senhor e anunciando seu retorno. Servida a qualquer um que seja batizado de acordo com as regras do evangelho e que viva uma vida digna e santa diante de Deus e da sociedade (I Coríntios 11:13, 26:29, Lucas 22:19).

## Culto
Utilizam o hinário Inni di Lode, desenvolvimento diretamente do hinário Nuovo Libro di Inni ed Salmi Spirituali, que foi publicado em 1928 pela Unorganized Italian Christian Churches of USA, e que serviu de base para outros hinários, como: Hinos de Louvores e Súplicas a Deus, Inni Cristiani, Inni e Salmi Spirituali Melodie di Lode, e alguns hinos da Harpa Cristã.
Utilizam apenas as versões bíblicas baseadas em tradução literal: Giovanni Diodati, Riveduta e Nuova Riveduta. Cumprimentam-se com as expressões: Pace ou Pace del Signore.
As Assembleias de Deus na Itália mantêm alguns costumes herdados das igrejas protestantes históricas, como o uso do véu pelas mulheres, o ósculo santo e a divisão no local de culto entre homens e mulheres. Tais costumes não são utilizados com propósitos exclusivistas, pois as Assembleias de Deus na Itália mantêm relações de comunhão espiritual com igrejas que não têm os mesmos costumes que os seus. Entretanto, não permitem a abertura do púlpito a membros de outras denominações.
Os membros contribuem voluntariamente através de ofertas e dízimo. 
A Santa Ceia é realizada conforme a programação de cada comunidade local, algumas vezes durante o ano e sem programação fixa. Possuem Escola Bíblica Dominical com conteúdo para todas as idades. Não festejam Natal, Páscoa ou Pentecostes.
Os cultos são compostos por:
- Oração
- Hinos (do hinário Inni di Lode e hinos avulsos)
- Testemunhos
- Leitura e pregação da Bíblia
- Oração de agradecimento
- Benção final (II Cor. 13:13)

## Difusão
As Assembleias de Deus na Itália são atualmente o maior grupo evangélico italiano. Contam com 1.076 igrejas, grupos e pontos de evangelização (373 no norte e 703 no sul). A obra de evangelização é feita através de cada membro, cada igreja, e através de meios de comunicação como o programa televisivo Cristiani Oggi (transmitido através de 21 canais), pelas 38 rádios chamadas Radio Evangelo, e pela Internet. Possuem uma editora (ADI-Media) e distribuem duas revistas mensais: Cristiani Oggi e Risveglio Pentecostale.
Possuem um instituto bíblico chamado Istituto Biblico Italiano, e também institutos de assistência humanitária e social.

## Divisões
Algumas igrejas pentecostais decidiram não se associar à Assembleia de Deus nos EUA em 1947, pois preferiram manter o caráter congregacionalista das primeiras comunidades pentecostais. Dentre elas: Congregações Cristãs Pentecostais (em italiano: Congregazioni Cristiane Pentecostali), Assemblea Cristiana Evangelica, Chiese Cristiane (Zaccardiani), Chiese cristiane evangeliche nella Valle del Sele, Chiese Cristiane Evangeliche di Palermo e Chiesa Cristiana Pentecostale Italiana.
Em 2006, algumas igrejas das Assembleias de Deus na Itália, da região Púlia, se retiraram para fundar a Chiesa Cristiana Evangelica Assemblee di Dio, com absoluta autonomia local e organização congregacional.  Atualmente essas igrejas mantêm contato direto com a Igreja Valdense-Metodista Italiana, reconhecendo inclusive o batismo infantil realizado pelos valdense-metodistas.
Em 2007, as Assembleias de Deus na Itália apresentaram um recurso no tribunal de Roma, solicitando a proibição da utilização do nome e marca "Assemblee di Dio", bem como sua utilização na internet. Tal processo segue com complexas questões sobre bens imóveis, embora haja tentativas para um acordo consensual. 